# Berličkový kříž

Berličkový kříž

Berličkový kříž  (cross potent, croix potencée, Kruckenkreuz) je obecná heraldická figura řeckého nebo latinského kříže, jehož ramena jsou zakončena příčným břevnem. Jeho variantou je Jeruzalémský kříž.

## Historie
Použití jeruzalémského kříže je spojováno s titulem jeruzalémského krále, který ve vrcholném středověku přešel od kyperských králů na několik evropských královských rodů. Mezi nimi byli zejména neapolští králové a rod Savojských. Prostřednictvím Ludvíka II. Neapolského přešel tento titul na rod Lotrinských, díky dobytí Neapole na rod Aragonských a prostřednictvím Františka I. na habsburské rakouské císaře. Jednodušší verze kříže, tzv. kříž dvojitý, byla používána jako znak severní Kalábrie (Calabria Citra) coby provincie Neapolského království v raně novověkém období. Tento znak byl mimo jiné spojen s vévodou Ferdinandem z Kalábrie.

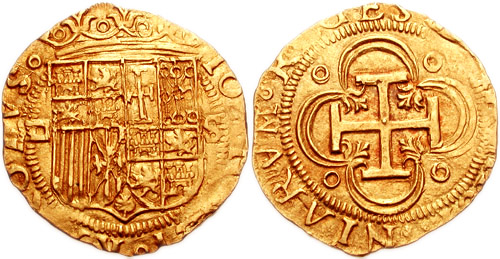
Dvojitý kříž na escudu raženém za vlády Karla V. (1519–1556)
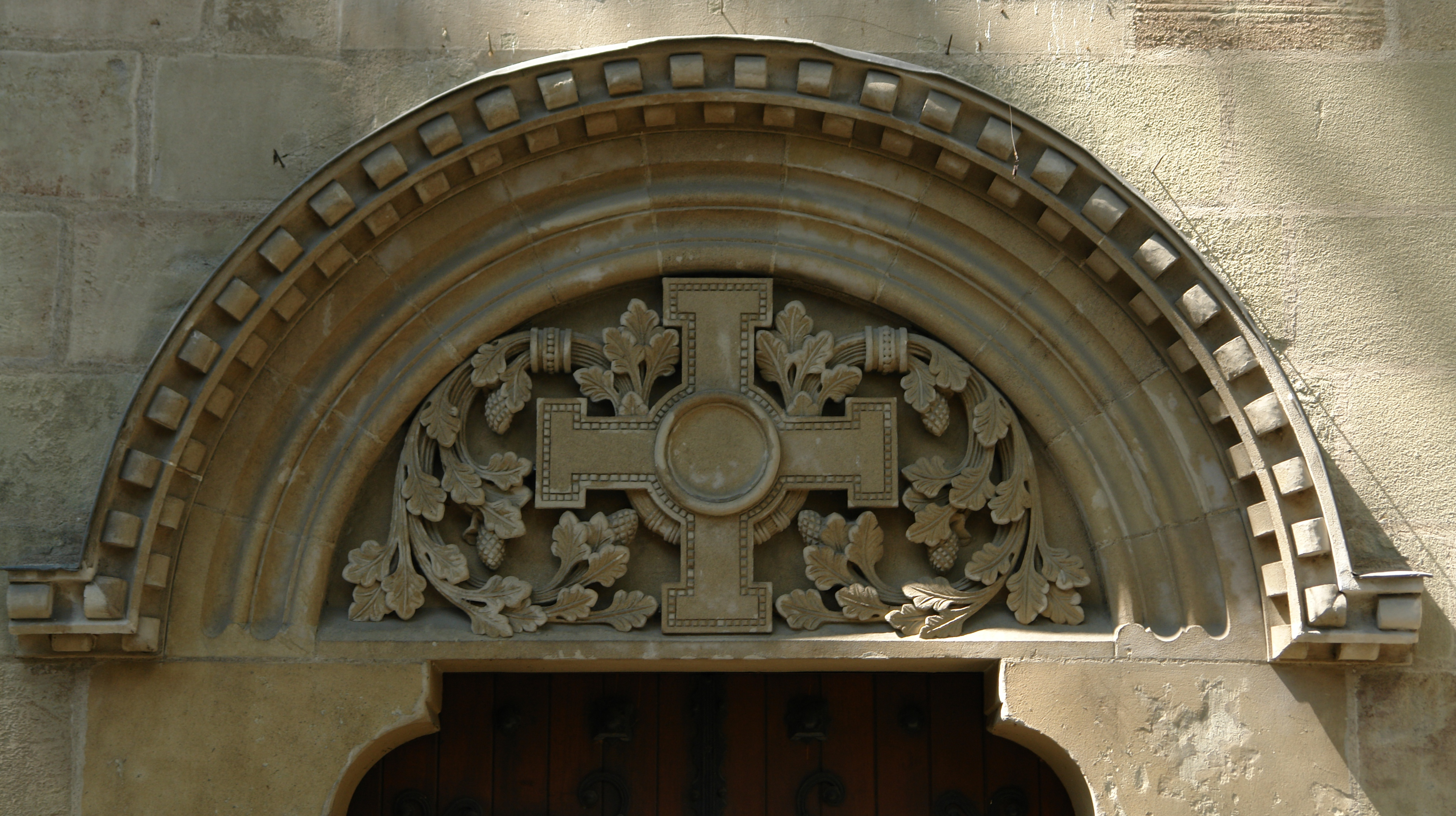
Dvojitý kříž u postranního vchodu katedrály sv. Petra (18. století)

Použití dvojitého kříže v heraldice bylo oživeno v 19. a na počátku 20. století, kdy se stal symbolem římskokatolické církve, přímo vycházejícím z jeruzalémského kříže.

## Příklady užití v heraldice

Znak francouzského města Saint-Martin-de-Ré
Znak italské Provincie Catanzaro
Znak obce Bystřany
Znak Ferdinanda Aragonského, vévody z Kalábrie
Znak navarrského města Sumbilla
Znak Rogera Paula Morina, biskupa americké Diecéze Biloxi